# Wereldkampioenschap schaatsen allround vrouwen 1979
Het veertigste wereldkampioenschap schaatsen allround voor vrouwen werd op 3 en 4 februari 1979 verreden op De Uithof in het Nederlandse Den Haag.
Eenendertig schaatssters uit veertien landen, Nederland (4), de DDR (2), Finland (1), Frankrijk (1), Noorwegen (3), Polen (2), de Sovjet-Unie (4), West-Duitsland (1), Zweden (3), Zwitserland (1), Japan (1), Canada (3), de Verenigde Staten (4) en voor de eerste keer Groot-Brittannië (1), namen eraan deel. Veertien rijdsters debuteerden deze editie.
Beth Heiden werd de tweede Amerikaanse die de wereldtitel veroverde, in opvolging van Kit Klein, die de titel op het WK van 1936 had behaald. Heiden werd ook de vierde vrouw in de geschiedenis die de wereldtitel pakte door vier afstandszeges te boeken, inclusief en ondanks een hinderlijke onderbreking van een val op de 3000 meter. De Russische debutante Natalja Petroeseva werd tweede en de Canadese Sylvia Burka, de wereldkampioene van 1976, zou met haar negende deelname voor de tweede keer het erepodium betreden: zij werd derde.
De Nederlandse afvaardiging bestond dat jaar uit Sijtje van der Lende (zevende), Sophie Westenbroek (negende), Joke van Rijssel (zeventiende) en debutante Ria Visser (zesde), die op de 3000 meter de bronzen medaille wist te grijpen.
Ook dit kampioenschap werd over de kleine vierkamp, respectievelijk de 500, 1500, 1000 en 3000 meter, verreden.

## Afstandsmedailles
| Afstand | Goud ·      | Zilver ·           | Brons ·            |
| ------- | ----------- | ------------------ | ------------------ |
| 500m    | Beth Heiden | Sylvia Albrecht    | Natalja Petroeseva |
| 1500m   | Beth Heiden | Natalja Petroeseva | Sylvia Burka       |
| 1000m   | Beth Heiden | Tatjana Averina    | Sylvia Burka       |
| 3000m   | Beth Heiden | Bjørg Eva Jensen   | Ria Visser         |

## Eindklassement
| Rang   | Schaatsster                     | Land                           | Punten  | 500m           | 1500m        | 1000m          | 3000m         |
| ------ | ------------------------------- | ------------------------------ | ------- | -------------- | ------------ | -------------- | ------------- |
| Goud   | Beth Heiden                     | Verenigde Staten               | 179,029 | 44,49 (1)      | 2.13,79 (1)  | 1.26,14 (1)    | 4.41,24 * (1) |
| Zilver | Natalja Petroeseva              | Sovjet-Unie                    | 181,721 | 44,88 (3)      | 2.14,73 (2)  | 1.28,19 (5)    | 4.47,02 (8)   |
| Brons  | Sylvia Burka                    | Canada                         | 181,994 | 45,52 (7)      | 2.15,62 (3)  | 1.27,53 (3)    | 4.45,02 (6)   |
| 4      | Bjørg Eva Jensen                | Noorwegen                      | 183,545 | 46,24 (15)     | 2.17,34 (6)  | 1.29,03 (11)   | 4.42,06 (2)   |
| 5      | Valentina Lalenkova-Golovenkina | Sovjet-Unie                    | 183,576 | 44,93 (4)      | 2.17,66 (7)  | 1.29,32 (14)   | 4.48,60 (10)  |
| 6      | Ria Visser                      | Nederland                      | 184,014 | 46,69 (17)     | 2.16,52 (4)  | 1.29,30 (13)   | 4.43,01 (3)   |
| 7      | Sijtje van der Lende            | Nederland                      | 184,156 | 47,00 (23)     | 2.16,52 (4)  | 1.28,15 (4)    | 4.45,45 (7)   |
| 8      | Sylvia Filipsson                | Zweden                         | 184,216 | 45,78 (9)      | 2.19,84 (11) | 1.28,75 (9)    | 4.44,69 (5)   |
| 9      | Sophie Westenbroek              | Nederland                      | 184,319 | 45,09 (5)      | 2.18,70 (10) | 1.29,41 (15)   | 4.49,75 (11)  |
| 10     | Sylvia Albrecht                 | Duitse Democratische Republiek | 184,875 | 44,83 (2)      | 2.20,46 (15) | 1.28,83 (10)   | 4.52,86 (13)  |
| 11     | Marion Dittmann                 | Duitse Democratische Republiek | 184,954 | 45,91 (13)     | 2.21,10 (16) | 1.29,13 (12)   | 4.44,68 (4)   |
| 12     | Sarah Docter                    | Verenigde Staten               | 184,963 | 46,77 (18)     | 2.17,82 (8)  | 1.28,57 (7)    | 4.47,81 (9)   |
| 13     | Erwina Rys-Ferens               | Polen                          | 185,123 | 45,83 (12)     | 2.17,83 (9)  | 1.28,33 (6)    | 4.55,11 (14)  |
| 14     | Yuko Ota                        | Japan                          | 187,661 | 46,21 (14)     | 2.20,04 (12) | 1.30,59 (21)   | 4.56,86 (16)  |
| 15     | Mary Docter                     | Verenigde Staten               | 187,958 | 46,91 (22)     | 2.20,34 (14) | 1.31,69 (25)   | 4.50,54 (12)  |
| 16     | Sigrid Smuda                    | West-Duitsland                 | 214,123 | 1.12,69 * (31) | 2.20,22 (13) | 1.30,67 (22)   | 4.56,15 (15)  |
| NC17   | Joke van Rijssel                | Nederland                      | 137,875 | 45,82 (11)     | 2.21,18 (17) | 1.29,99 (17)   | -             |
| NC18   | Natalja Zaborskikh              | Sovjet-Unie                    | 138,003 | 45,69 (8)      | 2.21,94 (19) | 1.30,00 (18)   | -             |
| NC19   | Linda Palle                     | Zweden                         | 138,773 | 45,25 (6)      | 2.24,94 (23) | 1.30,42 (20)   | -             |
| NC20   | Kim Kostron                     | Verenigde Staten               | 138,776 | 45,79 (10)     | 2.21,62 (18) | 1.31,56 (24)   | -             |
| NC21   | Brenda Webster                  | Canada                         | 139,035 | 46,80 (20)     | 2.23,64 (20) | 1.28,71 (8)    | -             |
| NC22   | Annette Karlsson                | Zweden                         | 139,630 | 46,79 (19)     | 2.23,85 (22) | 1.29,78 (16)   | -             |
| NC23   | Kathy Vogt                      | Canada                         | 139,653 | 46,66 (16)     | 2.23,68 (21) | 1.30,20 (19)   | -             |
| NC24   | Lilianna Morawiec               | Polen                          | 141,700 | 47,36 (26)     | 2.26,28 (24) | 1.31,16 (23)   | -             |
| NC25   | Ann-Mari Tollefsen              | Noorwegen                      | 143,435 | 47,76 (28)     | 2.27,21 (26) | 1.33,21 (27)   | -             |
| NC26   | Grethe Viksaas                  | Noorwegen                      | 143,493 | 47,74 (27)     | 2.26,80 (25) | 1.33,64 (28)   | -             |
| NC27   | Marie-FraNCe Vives              | Frankrijk                      | 143,613 | 46,89 (21)     | 2.30,46 (30) | 1.33,14 (26)   | -             |
| NC28   | Dolores Lier                    | Zwitserland                    | 146,751 | 49,37 (29)     | 2.29,39 (29) | 1.35,17 (30)   | -             |
| NC29   | Pirjo Hyvärinen                 | Finland                        | 154,473 | 47,25 (25)     | 2.28,09 (27) | 1.55,72 * (31) | -             |
| NC30   | Kim Ferran                      | Verenigd Koninkrijk            | 169,925 | 1.12,65 * (30) | 2.29,13 (28) | 1.35,13 (29)   | -             |
| -      | Tatjana Barabasj-Averina        | Sovjet-Unie                    | 90,790  | 47,07 (24)     | DQ           | 1.27,44 (2)    | -             |

* = met val
NC = niet gekwalificeerd
NF = niet gefinisht
NS = niet gestart
DQ = gediskwalificeerd
Vet gezet = kampioenschapsrecord